# Madang (ville)
Pour les articles homonymes, voir Madang (homonymie).
Madang est une ville de Papouasie-Nouvelle-Guinée, située dans la partie nord de l'île de Nouvelle-Guinée et capitale de la province de Madang depuis 1892.

## Histoire
L'ethnologue, anthropologue et biologiste ukraino-russe Nikolaï Mikloukho-Maklaï est probablement le premier européen à visiter le site vers 1871. Le scientifique reste quinze mois dans la baie de l'Astrolabe, au sud de l'emplacement actuel de la ville de Madang.
La ville est officiellement fondée en 1886 par les Allemands Otto Finsch, un scientifique, et Eduard Dallmann sous le nom de Friedrich-Wilhelmshafen, et est située sur la Terre de l'Empereur-Guillaume (Kaiser-Wilhelmsland). À deux kilomètres de la ville, sur l'île de Siar est également établie une mission luthérienne allemande.
La Compagnie de Nouvelle-Guinée (Neuguinea-Kompagnie) — dont la finalité est de coloniser et d'exploiter les ressources (principalement tabac, café et cacao) de la Neu Guinea, la Nouvelle-Guinée allemande — transfère en septembre 1892 son siège de Finschhafen à Friedrich-Wilhelmshafen et l'y sera établi jusqu'en 1899, année où le gouvernement impérial allemand reprend la propriété de la Compagnie de Nouvelle-Guinée. La ville de Rabaul, sur l'île de Nouvelle-Poméranie (aujourd'hui la Nouvelle-Bretagne), devient à ce moment le centre administratif des possessions allemandes en Nouvelle-Guinée.
En juillet 1904, des habitants de Madang fomentent une insurrection contre la population européenne. Un natif est abattu lors de l'assaut du dépôt d'armes et neuf autres sont ensuite exécutés tandis que plusieurs autres sont exilés.
La ville est prise par l'armée australienne le 24 septembre 1914, la garnison de la ville ayant fui la veille à bord du croiseur Cormorran.
Après la Première Guerre mondiale, Madang — comme toute la Nouvelle-Guinée allemande — devient un territoire sous tutelle de l'Australie.
En 1942, au cours de la Seconde Guerre mondiale, Madang est occupée par les troupes japonaises est n'est libérée qu'en avril 1944 par des unités australiennes.

## Climat
Le climat de Madang est un climat tropical humide sans saison sèche ni froide.
| Mois                                | jan. | fév. | mars | avril | mai | juin | jui. | août | sep. | oct. | nov. | déc. | année |
| ----------------------------------- | ---- | ---- | ---- | ----- | --- | ---- | ---- | ---- | ---- | ---- | ---- | ---- | ----- |
| Température moyenne (°C)            | 27   | 27   | 27   | 27    | 27  | 26   | 26   | 26   | 26   | 26   | 27   | 27   | 27    |
| Précipitations (mm)                 | 390  | 310  | 363  | 439   | 379 | 202  | 133  | 88   | 126  | 289  | 394  | 387  | 3 440 |
| Nombre de jours avec précipitations | 15   | 14   | 17   | 16    | 15  | 10   | 10   | 8    | 9    | 10   | 12   | 16   | 152   |

## Transports
Madang dispose d'un aéroport international dont les codes IATA et ICAO sont respectivement MAG et AYMD. La ville dispose également d'un port de commerce permettant d'accueillir quelques bateaux, y compris des bateaux de tourisme faisant escale entre l'Asie et l'Australie.

## Éducation
Madang abrite un campus de la Divine Word University, une université chrétienne, fondée par la Société du Verbe Divin et reconnue par une loi parlementaire et déclarée par le gouvernement de Papouasie-Nouvelle Guinée. L'université délivre des diplômes tels que masters et doctorats en arts, informatique, éducation et sciences.

## Religion
Madang est le siège du diocèse catholique de Madang, confié à la Société du Verbe Divin.

## Galerie

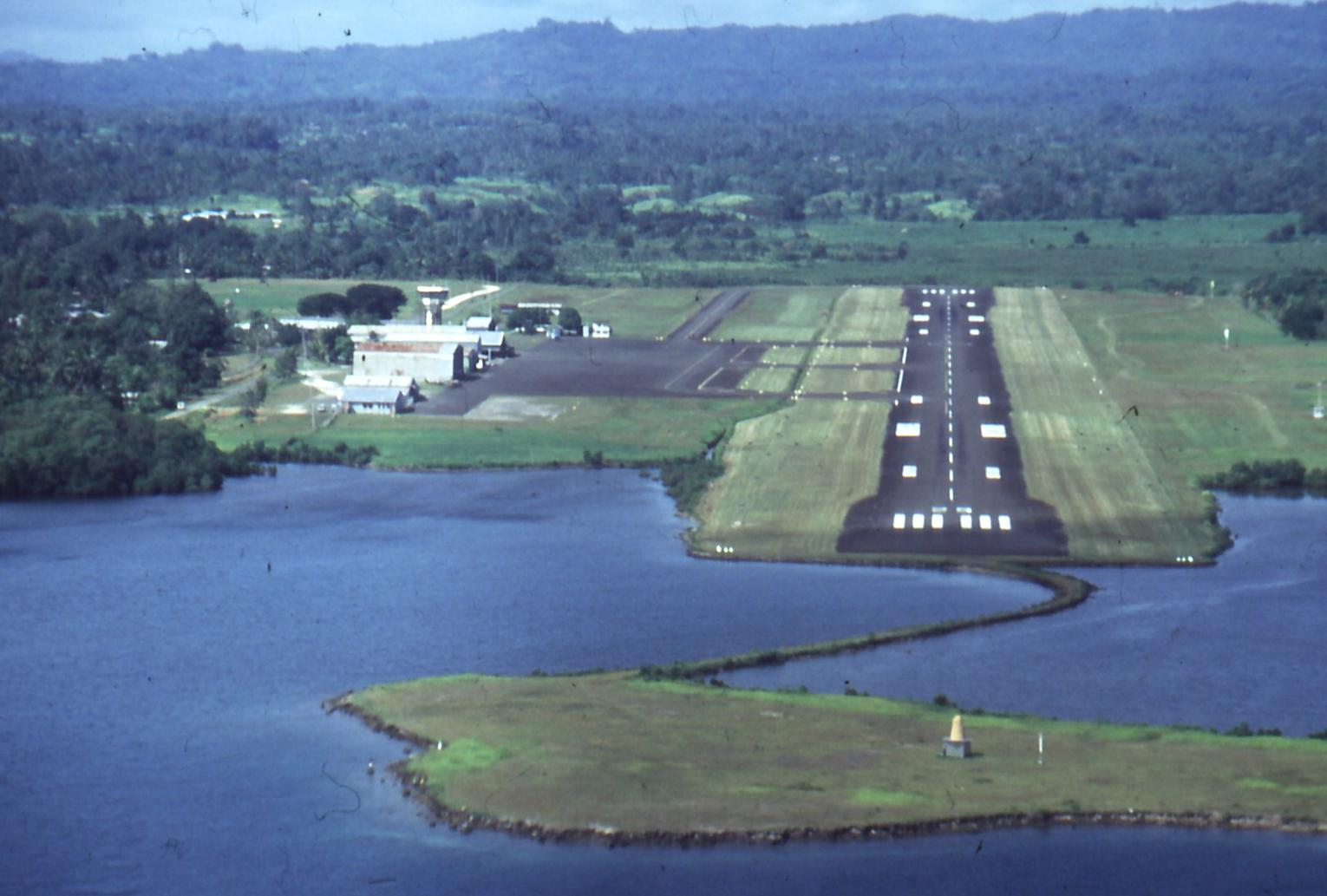
Aéroport de Madang
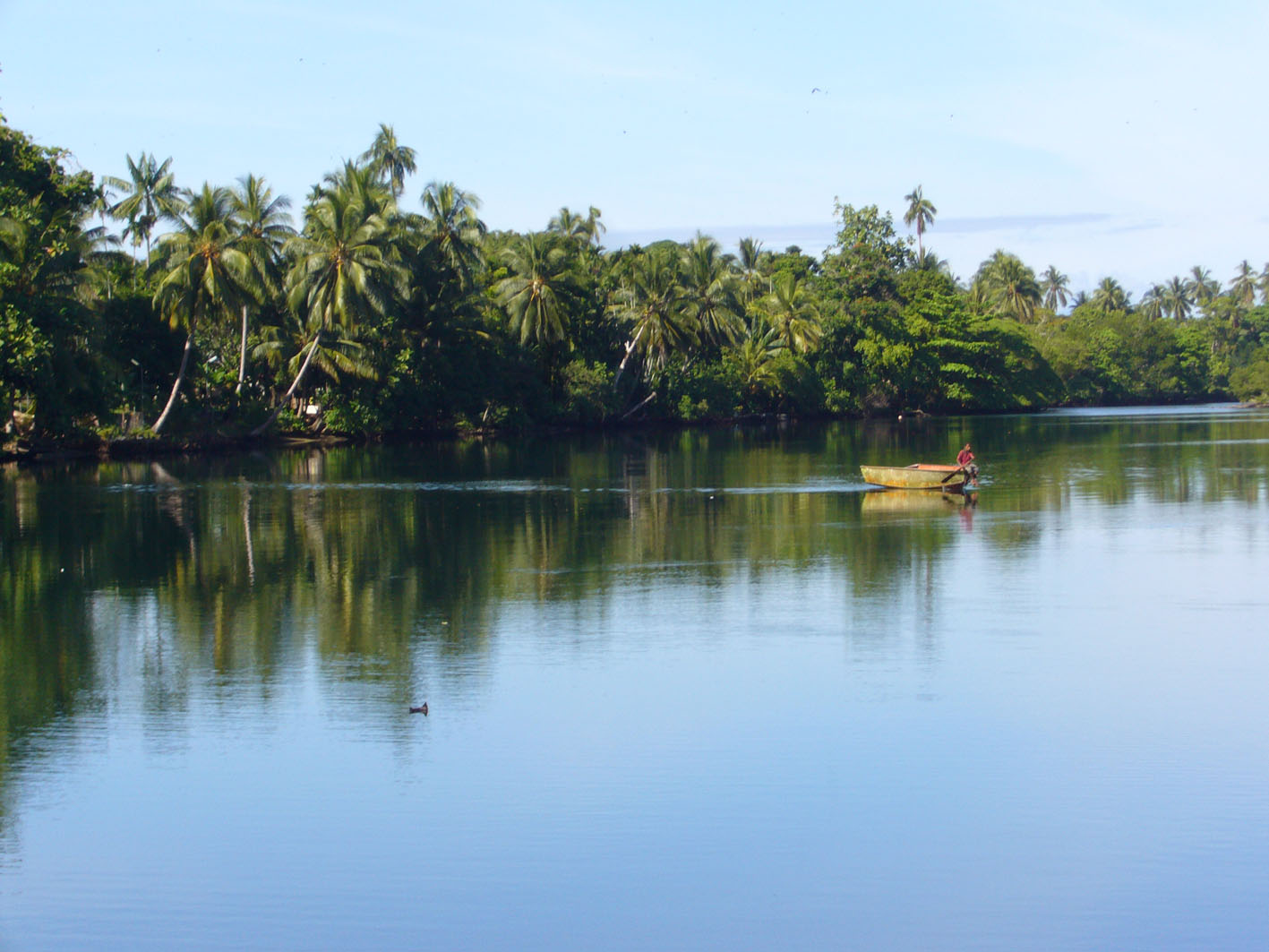
Lagon de Madang